# Heartbeat (album)
Heartbeat – drugi album zespołu Bad Boys Blue wydany w 1986 r. przez wytwórnię Coconut Records. Album ten był nagrany w składzie: Trevor Taylor, John McInerney, Andrew Thomas.

## Lista utworów
1. "I Wanna Hear Your Heartbeat (Sunday Girl)"
2. "Mon Amie"
3. "One Night In Heaven"
4. "Baby I Love You"
5. "Kisses And Tears (My One And Only)"
6. "Rainy Friday"
7. "Lady Blue"
8. "Love Really Hurts Without You"
9. "Blue Moon"
10. "Dance The Night Away"